# Cyathea gardneri
Cyathea gardneri là một loài dương xỉ trong họ Cyatheaceae. Loài này được Hook. mô tả khoa học đầu tiên năm 1846.